# Kermesia pudica
Kermesia pudica är en insektsart som beskrevs av Synave 1961. Kermesia pudica ingår i släktet Kermesia och familjen Meenoplidae. Inga underarter finns listade i Catalogue of Life.